# Quinqueremulus linearis
Quinqueremulus es un género monotípico de plantas con flores perteneciente a la familia de las asteráceas. Su única especie: Quinqueremulus linearis, es originaria de Australia.

## Descripción
Es una hierba anual ascendente a erecta, delgada que alcanza un tamaño de  (0.03-) 0.1 a 0.3 m de altura. Las flores son de color amarillo, y se producen en julio-septiembre en los suelos rojos arenosos o limosos de Australia Occidental.

## Taxonomía
Quinqueremulus linearis fue descrita por  Paul G.Wilson   y publicado en Nuytsia 6(1): 1, 1987.